# Micho Mosulisjvili
Micho Mosulisjvili, född 10 december 1962 i Tbilisi, Georgiska SSR, Sovjetunionen, är en georgisk författare.

## Biografi
Micho Mosulisjvili utexaminerades 1986 från Tbilisis universitet. Efteråt arbetade han som geolog och som journalist i olika tidningar, publicerade flera georgiska berättelser, romaner och pjäser, och översatt tre romaner av Boris Akunin. Hans pjäser utfördes i Georgien på teatrar, på TV och i radio. Några av hans verk har översatts till lettiska, engelska, tyska, armeniska och ryska. Hans huvudsakliga verk är En Stor Hon-Björn och biografiska romanen Vazha-Pshavela.

## Arbetar

### Böcker
- Min rödhake[2], Glösa publicering, 2015
- Laudakia Caucasia, Ustari publicering, 2014
- En stor son-björn[3], Saunje publicering, 2013
- Floden av själen[4], Intelekti publicering, 2012
- Från ingenstans till ingenstans, Saunje publicering, 2012
- Helessa[5], Ustari publicering, 2012
- Sten Nåd[6], Siesta publicering, 2011
- Vazha-Pshavela, Pegasi publicering, 2011
- Nästan Picasso och lite Bosch, från höger, Saari publicering, 2010
- Svanar nedanför snö[7], Saari publicering, 2004
- Bendela, Saari publicering, 2003
- Flyg Utan fat, Bakur Sulakauri publicering, 2001; Gumbati, 2007, 2011
- Riddaren av den förtida tid, Bestseller publicering, 1999
- Utrymme i vertikal, Merani publicering, 1997
- Fresker på en månbelyst dag, Merani publicering, 1990
- Mannen i skogen[8], kulturministeriet Collegium, 1988

### Drama
- Laudakia Caucasia[9], 2013
- Min Rödhake, 2012
- Vazha-Pshavela Eller Ser Okänd, 2012
- Jul gås med kvitten, 2010
- Khaprabagge och husmusen, 2010
- Dans med de döda, 2005
- Vita soldater, 1997
- Sekelskiftet öde, 1995
- Mannen i skogen, 1988